# Nnenya Hailey
Nnenya Hailey (ur. 23 lutego 1994)  – amerykańska lekkoatletka specjalizująca się w biegu na 400 metrów przez płotki. 
Pierwszy międzynarodowy sukces odniosła w 2011 zdobywając mistrzostwo świata juniorów młodszych. 
Rekord życiowy: 54,21 (5 września 2021, Chorzów, 12 Memoriał Kamili Skolimowskiej).

## Osiągnięcia
| Rok  | Impreza                               | Miejsce         | Konkurencja                | Pozycja    | Wynik |
| ---- | ------------------------------------- | --------------- | -------------------------- | ---------- | ----- |
| 2011 | Mistrzostwa świata juniorów młodszych | Lille Metropole | bieg na 400 m przez płotki | 1. miejsce | 57,93 |